# Blank of Zwart
Blank of Zwart is een Nederlandstalige single van de Belgische zangeres Isabelle A uit 1991.
Het tweede nummer op de single was een dance mix van het lied.
Het liedje verscheen op haar naamloos album uit 1991.
De single getuigde van haar engagement tegen racisme. Ze zong het nummer tijdens de beruchte live-uitzending van het BRT-programma Panorama op 5 september 1991 over de opvang van asielzoekers in Lint waarbij het Vlaams Blok luidruchtig protesteerde.

## Meewerkende artiesten
- Producer: 
  - Peter Bauwens
  - Peter Gillis
- Muzikanten:
  - Isabelle Adam (zang)
  - Eric Melaerts (gitaar)
  - Eduard Buadee (zang)
  - Ingrid Simons (achtergrondzang)
  - Jaco B (achtergrondzang)
  - Jan De Vuyst (achtergrondzang)
  - Peter Bauwens (achtergrondzang)
  - Peter Gillis (achtergrondzang, klavier, programmatie)
  - Jody Pijper (klavier, programmatie)